# CCIE

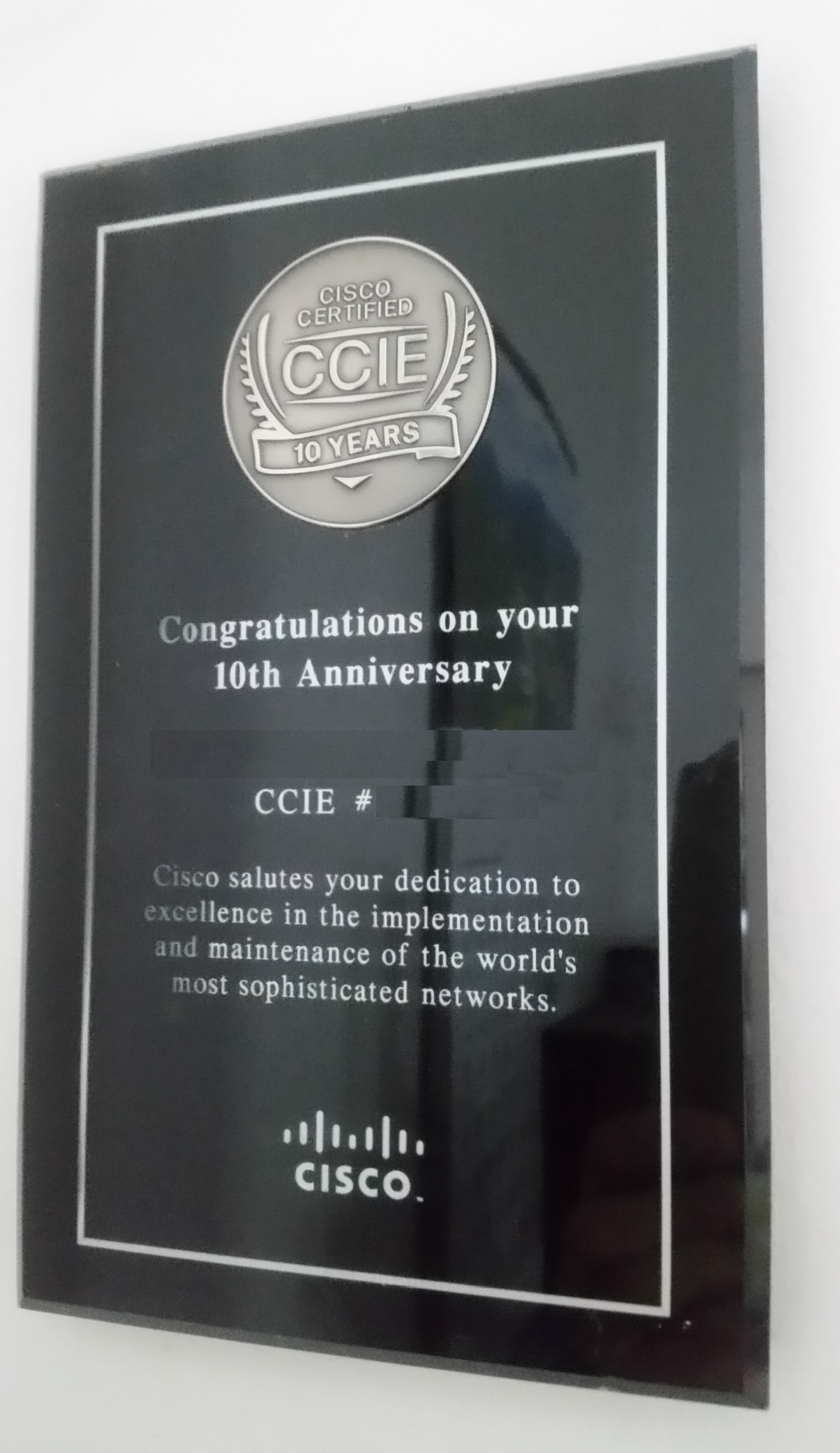
Cisco Certified Internetwork Expert

گواهینامه ی Cisco Certified Internetwork Expert یا CCIE یک مدرک تخصصی می‌باشد که توسط شرکت سیسکو سیستمز ارائه می گردد. مدرک CCIE، مهارت و دانش دارنده ی آن را در زمینه‌های طراحی، راه اندازی و رفع اشکال شبکه‌های پیچیده و زیرساختی تجهیزات سیسکو در بازه ی وسیعی از تجهیزات این شرکت تأیید می‌کند.
شرکت سیسکو سیستمز مدرک CCIE را معتبرترین مدرک شبکه در صنعت قلمداد می‌کند. " گواهینامه ی CCIE مجموعه‌ای از مهارتهای بسیار دقیق و گسترده از علم شبکه می‌باشد. با توجه به گزارش‌های شرکت سیسکو تنها کمتر از 3% از مهندسان شبکه‌ای که مدرک سیسکو دارند برای دریافت آن  اقدام می‌کنند و این عدد در میان مهندسانی که پیشینه ی مدرک سیسکو ندارند به 1% کاهش میابد. به‌طور میانگین یک کاندیدای آزمون CCIE در حدود هیجده ماه نیاز به مطالعه دارد.
این آزمون در حال حاضر در هفت زمینه یا “track” انجام می‌شود که عبارتند از: Routing & Switching, Service Provider, Security, Service Provider Operations, Voice/Collaboration, Data Center,  Wireless.

## تاریخچه

### سیستم منحصر به فرد شماره دهی
بنیانگذاران آزمون CCIE بر آن شدند که به کسانی که این آزمون را پشت سر می گذارند یک شماره ی یکتا اختصاص بدهند که به گونه ی افزایشی، از شماره ی 1024 آغاز شده و افزایش می یابد. شماره ی 1024 به نخستین آزمایشگاه آزمون این گواهینامه اختصاص داده شده و پس از آن Stuart Biggs دارنده ی CCIE#1025 و رهبر پدیدآورندگان این آزمون بود و Terrance Slattery CCIE#1026 نخستین فردی است که با موفقیت آزمون را پشت سر گذاشت.

### اعلام عمومی
شرکت سیسکو در تاریخ 27 سپتامبر 1993 درباره ی این آزمون به این ترتیب اطلاع رسانی کرد: "نامزد‌های آینده نگر CCIE برای ورود به این برنامه می بایست بسیار آگاه و باتجربه باشند و پس از گذراندن یک دوره ی فشرده ی رفع اشکال شبکه می بایست در یک آزمون سخت مهارتی شرکت نمایند. مجموعه ی بسیار دقیقی از پیش نیازها و توانایی ها، ما را مطئن می سازد که تنها بهترین حرفه ای‌ها برگزیده خواهند شد".

## پیش نیازها
به‌طور رسمی هیچ پیشنیازی برای شرکت در آزمون CCIE وجود ندارد. تنها متقاضیان می بایست نخست در آزمون کتبی شرکت کنند و پس از پشت سر نهادن آن در آزمون عملی هشت ساعته مهارت، درک عمیق خود را از مباحث اعلام شده نشان دهند. پیشنهاد شرکت سیسکو برای شرکت در این آزمون سابقه ی کاری مستقیم و مستمر سه تا پنج سال می‌باشد.

## آزمون کتبی
نخستین پیش نیاز برای دریافت گواهینامه ی CCIE، پشت سر نهادن آزمون نوشتاری می‌باشد. این یک آزمون دو ساعته با در حدود 90 تا 110 پرسش می‌باشد که می‌تواند در هر کدام از مراکز آزمونی پیرسون انجام شود. پرسش‌ها در برگیرنده ی پرسش‌های چند گزینه‌ای و موارد تعاملی (Interactvie) می‌باشد که دانش فنی نامزد را ارزیابی خواهد کرد. نمره ی امتحان از 300 تا 1000 ارزیابی خواهد شد که کمترین نمره ی قبولی قابل تغییر می‌باشد. هزینه ی جاری برای هر بار شرکت در این آزمون 400$ است.

## آزمون آزمایشگاهی (عملی)
آزمون دوم و بسیار دشوار تر مورد نیاز برای دریافت مدرک CCIE، آزمون آزمایشگاهی یا عملی می‌باشد که برای هر کدام از گرایش‌ها می‌تواند متفاوت باشد. زمان این آزمون هشت ساعت است که شامل پیکربندی و رفع اشکال از شبکه‌های متفاوت و پیچیده در زمان محدود و مشخص می‌باشد. برای پشت سر نهادن این آزمون می بایسد بیش از 80% از نمره آزمون هم در کل و هم در جداگانه در هر بخش به دست آمده باشد. هزینه ی جاری برای هر بار شرکت در این آزمون 1600$ می‌باشد که شامل مسافرت به مرکز آزمون و اقامت و پذیرایی نخواهد بود.
آزمایشگاه‌های این آزمون تنها در ده نقطه از جهان پذیرای نامزدهای آزمون می‌باشند که شامل: بَنگِلور (هندوستان)، پکن، بروکسل، دبی، هنگ کنک، سائوپائولو، سیدنی و توکیو است. هم چنین توجه کنید که تمام گرایش‌ها در تمام آزمایشگاه‌ها ارائه نخواهد شد.

## گرایش‌های CCIE

### Routing & Switching
این گرایش محبوب‌ترین گرایش CCIE می‌باشد که در حدود 85% از کل تعداد CCIE را در بر می‌گیرد. این گواهینامه بیان‌کننده ی مهارت دارنده ی آن در زمینه‌های زیر می‌باشد:
LAN/WAN networking technologies and  spanning-tree, IGPs, BGP, IP multicast, IPv6, network security, QoS, MPLS, IOS ...
- نسخه‌های آزمون CCIE Routing & Switching:

The CCIE Routing and Switching (R&S) Written and Lab exams were revised from v4.0 to v5.0 on June 4, 2014.
The CCIE Routing and Switching (R&S) Written and Lab exams were revised from v3.0 to v4.0 on Oct 18, 2009

### Security
تاکید این گرایش از آزمون CCIE بر روی پروتوکل هاو مولفه‌های امنیتی مانند: VPN solutions, ASA, IPS and IOS security features. و پیکربندی و رفع اشکال سیستم‌های امن و دانش فنی حمله‌های شناخته شده و تکنین‌های کاهش خطر نفوذپذیری.

### Service Provider
این گرایش بر روی مهارت شخص به عنوان تامین‌کننده ی شبکه تأکید دارد که می بایست به صورت بنیادی مفاهیم IP و تکنولوژی‌ها و زیرساخت‌های ارائه خدمات اینترنتی را بداند. موارد ذیل گوشه‌ای از آن است:service provisioning, MPLS, VPNs, service level agreements and basic security.

### Service Provider Operations
این گرایش بر روی رفع اشکال و نگهداری شبکه‌های پیچیده ی تامین‌کننده  تمرکز کرده‌است که باید در زمین‌های زیر دانش قوی ای داشته باشد:
```
PE-PE
 and 
PE-CE
 network infrastructures in both Cisco 
IOS
 and Cisco 
IOS XR
 operations management processes, frameworks, network management systems.
```

### Voice/Collaboration
این گرایش بر روی دانش و مهارت فرد برای تجهیزات صوتی و راه حل‌های سازمانی آن تمرکز دارد. دارنده ی این گواهینامه می بایست توانایی ساختن و پیکربندی شبکه‌های تلفنی پیچیده و هم چنین رفع اشکال آن‌ها را داشته باشد که نیازمند دانش پایه‌ای Routing و QoS و همچنین layer 2 و layer 3می باشد.

### Wireless
این گواهینامه بر روی تکنولوژی‌های گوناگون WLAN و ایجاد آن‌ها تأکید دارد.

### Data Center
این مدرک، نیازمند مهارت در طراحی، آماده سازی، بهره‌برداری، نظارت و رفع اشکال شبکه‌های پیچیده ی مرکز داده می‌باشد .

## External links
- Cisco Learning Network.
- Cisco 360 Learning Program for CCIE.

## References
1. ↑  Cisco Certified Internetwork Expert
2. ↑  CCIE Routing and Switching
3. ↑  "CCIE Voice". Cisco. Archived from the original on 12 February 2015. Retrieved 11 February 2015.